# Giorgi Gacharia

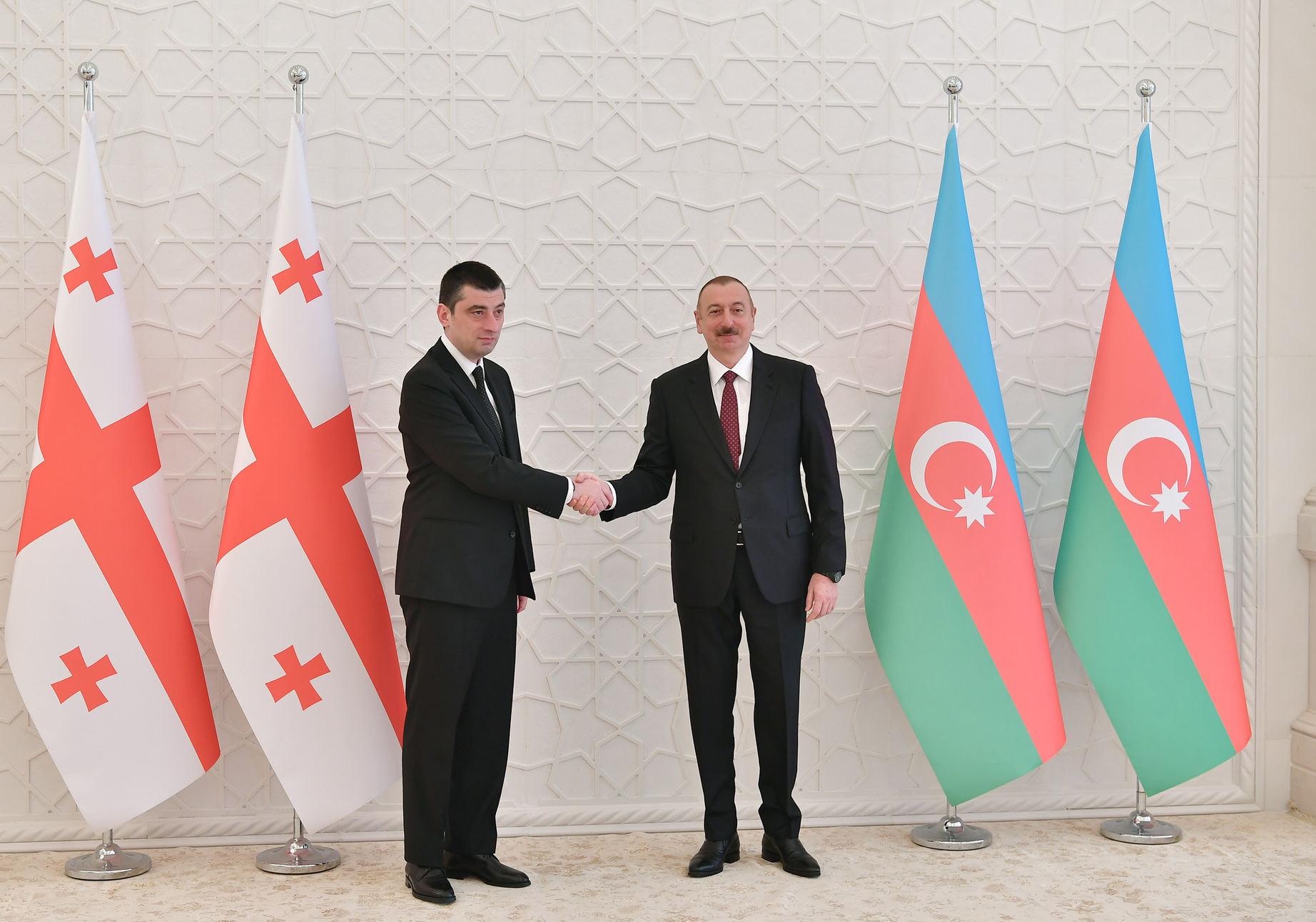
Giorgi Gaharia i İlham Əliyev

Giorgi Gacharia (gruz. გიორგი გახარია; ur. 19 marca 1975 w Tbilisi) – gruziński polityk.

## Życiorys
Ukończył historię na Uniwersytecie Państwowym w Tbilisi, studiował również politologię na Uniwersytecie Państwowym w Moskwie. Na moskiewskim uniwersytecie ukończył również w 2004 szkołę biznesu. Do 2016 posiadał obywatelstwo rosyjskie.
W latach 2016–2017 minister gospodarki i rozwoju. Od 2017 do 2019 wicepremier i minister spraw wewnętrznych. 8 września 2019 został premierem Gruzji. Jego nominacja wywołała protesty w kraju, gdyż uważany jest za polityka prorosyjskiego.
19 lutego 2021 przestał pełnić funkcję premiera.